# Єпископальна церква (США)
Єпископальна церква (англ. Episcopal Church) — американська християнська протестантська церква. Входить до Англіканської спільноти (яка знаходиться в США, Гондурасі, Тайвані, Колумбії, Еквадорі, Гаїті, Домініканській Республіці, Венесуелі, Британських Віргінських островах і частині Європи). Згідно з англіканською традицією і теологією, Єпископальна церква вважає себе протестантською та кафоличною. Більшість парафіян є в Новій Англії і в штаті Нью-Йорк.

## Опис
Англіканська церква в США стала самостійною в 1789. Її єпископи обираються, а в церковних справах активну роль відіграють миряни. Для теології Єпископальної церкви характерні модерністські і ліберальні тенденції. На початку XX століття в ній набули поширення ідеї Соціального Євангелія. 
Є однією з мейнстрім-прогресивних церков у США, приймаючи секулярне християнство, теїстичний еволюціонізм, історичну біблійну критику, урівняння прав жінок та прав ЛГБТ.
Головним собор церкви є Національний собор Вашингтона.